# المنطقة الجنوبية (إسرائيل)
المنطقة الجنوبية (بالعبرية: מחוז הדרום)، هي إحدى المناطق الإدارية الست في إسرائيل، وهي الأكبر في المساحة ولكن الأقل في عدد السكان. تشمل أراضي المنطقة الجنوبية غالبية صحراء النقب وكذلك وادي عربة. يبلغ عدد سكان المنطقة الجنوبية 1,086,240 نسمة وتبلغ مساحتها 14,185 كم 2. حوالي 79.66٪ من سكانها هم يهود و12.72٪ عرب (معظمهم مسلمون) و 7.62٪ من أصول أخرى.
عاصمة المنطقة الجنوبية هي مدينة بئر السبع، بينما أكبر مدنها هي أسدود. البلدات التابعة لبئر السبع وهي عومر وميتار ولهافيم هي ثرية بالمقارنة مع باقي مناطق إسرائيل، في حين أن مدن التطويرمثل ديمونا وسديروت ونتيفوت وأوفاكيم ويروحام ومدن النقب البدوية السبع هي أقل في المستوى الاجتماعي والاقتصادي.

## مدن اللواء
بعد حرب 1948 وأثنائها، أقدمت إسرائيل على مصادرة وتدمير عشرات البلدات والقرى الفلسطينية في هذه المنطقة، وتهجير أهلها من معظمها. وقد أقامت مدن جديدة على أنقاض تلك البلدات المهجرة وفي مناطق أخرى كانت سابقا مستوطنات يهودية لإستيعاب المهاجرين اليهود إلى فلسطين. إلاّ أن هناك بعض من المدن والقرى لا تزال تحوي نسبة كبيرة من الفلسطينيين الذين بقوا في أرضهم بعد النكبة، وهم عرب 48. حاليا، من الناحية الإدارية هناك عدد كبير من المدن في هذا اللواء ذات غالبية يهودية ساحقة من المهاجرين، بالإضافة إلى المدن المختلطة.
| المدن المختلطة                            | المدن اليهودية |
| ----------------------------------------- | --- |
| - بئر السبع - إسدود - عسقلان - رهط - عراد | - ديمونة - سديروت - كريات غات (الفالوجة قبل النكبة) - كريات ملاخي (قسطينة قبل النكبة) - نتيفوت - أوفاكيم - إيلات (أم الرشراش قبل النكبة) |

## البلدات والقرى
يتكون هذا اللواء أيضا من 11 مجلس محلي و15 مجلس إقليمي.